# Liga Leumit
Liga Leumit (hebr. ליגה לאומית, Liga Narodowa) – drugi poziom rozgrywek ligowych w piłkę nożną w Izraelu, po raz pierwszy zorganizowany w 1949 roku (w obecnym formacie od 1999).

## Format
W rozgrywkach bierze udział 16 klubów, którzy zmagają się przez 2 rundy, w sumie 30 kolejek. Po zakończeniu sezonu wszystkie punkty zgromadzone przez kluby są zmniejszane o połowę. Po tym, najlepsze osiem drużyn grają w turnieju grupy awansowej, a reszta osiem w grupie spadkowej. Mistrz oraz druga drużyna w tabeli awansują do Ligat ha’Al. Dwie najsłabsze drużyny ligi spadają do Liga Alef.

## Historia
Druga liga o nazwie Liga Meuhedet została założona w 1949 roku, rok po odzyskaniu niepodległości. Jednak kryzys finansowy i zagrożenie bezpieczeństwa spowodowało, że sezon 1950/51 został odwołany zanim zaczął się. Rozgrywki wznowiono w sezonie 1951/52, a druga liga otrzymała nazwę Liga Bet (pierwsza liga miała nazwę Liga Alef). Sezon 1952/53 również nie rozegrano, dopiero rozgrywki w Bet Liga wznowiono w sezonie 1953/54.
W 1954 roku został reorganizowany system lig. Od następnego sezonu 1954/55 I liga stała nazywać się Liga Leumit, II liga – Liga Alef, a III liga – Liga Bet. Latem 1974 w wyniku kolejnej restrukturyzacji stworzono Liga Arcit jako nowy szczebel drugiej ligi, a Liga Alef obniżona do trzeciego poziomu, Liga Bet stała się czwartym poziomem.
Latem 1999 roku została założona Ligat ha’Al. Wszystkie ligi ponownie zostały obniżone o jeden poziom. Druga liga przyjęła nazwę Liga Leumit, trzecia – Liga Arcit, czwarta – Liga Alef, piąta – Liga Bet. Po zakończeniu sezonu 2008/09, Liga Arcit została rozformowana, a kluby dołączone do Ligat ha’Al i Liga Leumit, które zostały rozszerzone do 16 klubów każda. W wyniku tej reorganizacji Liga Alef powróciła do III ligi, a Liga Bet do IV ligi.

## Nazwy
- 1949/1950: Liga Meuhedet (hebr. ליגה מיוחדת, liga specjalna)
- 1951–1954: Liga Bet (hebr. ליגה ב', liga B)
- 1954–1974: Liga Alef (hebr. ליגה א', liga A)
- 1974–1999: Liga Arcit (hebr. ליגה ארצית, liga państwowa)
- od 1999: Liga Leumit (hebr. ליגה לאומית, liga narodowa)

## Skład ligi w sezonie 2012/2013
| Klub                          | Siedziba             | Stadion                         | Pojemność | Założony |
| ----------------------------- | -------------------- | ------------------------------- | --------- | -------- |
| Beitar Tel Awiw Ramla         | Tel Awiw-Jafa, Ramla | Hatikwa Neighborhood Stadium    | 6500      | 2000     |
| Hakoah Amidar Ramat Gan       | Ramat Gan            | Winter Stadium                  | 8000      | 1959     |
| Hapoel Aszkelon               | Aszkelon             | Sala Stadium                    | 10 000    | 1955     |
| Hapoel Bene Lod               | Lod                  | Lod Municipal Stadium           | 4000      | 1997     |
| Hapoel Jerozolima             | Jerozolima           | Stadion Teddy                   | 21 600    | 1926     |
| Hapoel Kefar Sawa             | Kefar Sawa           | Levita Stadium                  | 5800      | 1928     |
| Hapoel Nof ha-Galil           | Nof ha-Galil         | Green Stadium                   | 4000      | 1962     |
| Hapoel Petach Tikwa           | Petach Tikwa         | Stadion ha-Moszawa              | 11 500    | 1934     |
| Hapoel Ra’ananna              | Ra’ananna            | Karnei Oren Memorial Field      | 2500      | 1972     |
| Hapoel Ironi Riszon le-Cijjon | Riszon le-Cijjon     | Stadion im. Chajjima Haberfelda | 6000      | 1940     |
| Maccabi Ahi Nazaret           | Nazaret              | Ilut Stadium                    | 4932      | 1967     |
| Maccabi Herclijja             | Herclijja            | Herclijja Municipal Stadium     | 8100      | 1932     |
| Maccabi Petach Tikwa          | Petach Tikwa         | Stadion ha-Moszawa              | 11 500    | 1912     |
| Maccabi Umm al-Fahm           | Umm al-Fahm          | HaShalom Stadium                | 12 000    | 1972     |
| Maccabi Jawne                 | Jawne                | Jawne Municipal Stadium         | 4000      | 1962     |
| Sekcia Ness Cijjona           | Nes Cijjona          | Ness Syjona Stadium             | 3500      | 1956     |

## Zwycięzcy rozgrywek
- 1949/1950: Bene Jehuda Tel Awiw
- 1951/1952: Hapoel Kefar Sawa
- 1953/1954: Beitar Jerozolima
- 1954/1955: Maccabi Jafa
- 1955/1956: Hakoah Tel Awiw ?
- 1956/1957: Hapoel Kefar Sawa ?
- 1957/1958: Beitar Jerozolima
- 1958/1959: Bene Jehuda Tel Awiw
- 1959/1960: Szimszon Tel Awiw ?
- 1960/1961: Hapoel Tiberias ?
- 1961/1962: Hakoah Maccabi Ramat-Gan ?
- 1962/1963: Hapoel Ramat Gan ?
- 1963/1964: Beitar Tel Awiw ?
- 1964/1965: Hapoel Machane-Jehuda ?
- 1965/1966: Maccabi Hajfa ?
- 1966/1968: Hapoel Kefar Sawa ?
- 1968/1969: Beitar Tel Awiw ?
- 1969/1970: Hapoel Hadera ?
- 1970/1971: Maccabi Jafa ?
- 1971/1972: Maccabi Petach Tikwa ?
- 1972/1973: Bene Jehuda Tel Awiw
- 1973/1974: Szimszon Tel Awiw ?
- 1974/1975: Maccabi Hajfa
- 1975/1976: Hapoel Jehud ?
- 1976/1977: Hapoel Hadera
- 1977/1978: Bene Jehuda Tel Awiw
- 1978/1979: Hakoah Ramat Gan
- 1979/1980: Hapoel Riszon le-Cijjon ?
- 1980/1981: Beitar Tel Awiw
- 1981/1982: Hapoel Lod ?
- 1982/1983: Beitar Tel Awiw
- 1983/1984: Hapoel Hajfa
- 1984/1985: Bene Jehuda Tel Awiw ?
- 1985/1986: Beitar Netanja
- 1986/1987: Hapoel Cafririm Holon ?
- 1987/1988: Hapoel Jerozolima ?
- 1988/1989: Hapoel Ramat Gan ?
- 1989/1990: Hapoel Cafririm Holon
- 1990/1991: Maccabi Jawne ?
- 1991/1992: Beitar Jerozolima ?
- 1992/1993: Maccabi Herclijja
- 1993/1994: Hapoel Riszon le-Cijjon
- 1994/1995: Maccabi Jafa
- 1995/1996: Hapoel At-Tajjiba
- 1996/1997: Hapoel Aszkelon
- 1997/1998: Maccabi Jafa
- 1998/1999: Maccabi Netanja
- 1999/2000: Hapoel Cafririm Holon
- 2000/2001: Hapoel Beer Szewa
- 2001/2002: Hapoel Kefar Sawa
- 2002/2003: Maccabi Ahi Nazaret
- 2003/2004: Hapoel Hajfa
- 2004/2005: Hapoel Kefar Sawa
- 2005/2006: Maccabi Herclijja
- 2006/2007: Hapoel Ironi Kirjat Szemona
- 2007/2008: Hakoah Amidar Ramat Gan
- 2008/2009: Hapoel Hajfa
- 2009/2010: Hapoel Ironi Kirjat Szemona
- 2010/2011: Hapoel Ironi Nir Ramat ha-Szaron
- 2011/2012: Hapoel Ramat Gan
- 2012/2013: Maccabi Petach Tikwa
- 2013/2014: Maccabi Netanja
- 2014/2015: Bene Jehuda Tel Awiw
- 2015/2016: FC Aszdod
- 2016/2017: Maccabi Netanja
- 2017/2018: Hapoel Tel Awiw
- 2018/2019: Hapoel Kefar Sawa
- 2019/2020: Maccabi Petach Tikwa
- 2020/2021: Hapoel Nof ha-Galil F.C.